# Michael Heinrich Reinhard junior
Michael Heinrich Reinhard (* 8. Mai 1706 in Hildburghausen; † 17. März 1767) war ein deutscher evangelischer Theologe. 

## Leben
Er war ein Sohn des damaligen Schulrektors Michael Heinrich Reinhard senior (1676–1732). In Hildburghausen geboren, verlebte Reinhard ab 1713 seine weitere Jugend in Pretzsch. Nach der dortigen Schulausbildung besuchte er die Landesschule in Meißen. Danach absolvierte Reinhard ein Studium der Theologie in Leipzig und Wittenberg. In letzterer Stadt verbleibend, wurde er 1730 Assistent an der dortigen Philosophischen Fakultät. Entsprechend dem väterlichen Vorbild nahm Reinhard jedoch 1733 die Rektorenstelle an der Lateinschule in Torgau an. Aus gesundheitlichen Gründen gab er die Schullaufbahn jedoch auf und wechselte 1742 als Oberpfarrer nach Belgern. 1747 erfolgte seine Berufung als Superintendent nach Belzig. 
Reinhard verfasste mehrere Veröffentlichungen in Latein zur Stadtgeschichte von Torgau.

## Schriften
- De antistibus Torgaviensibus (um 1740)
- De lycei Torgov (1742)
- De typographia Torgov, illustri (1749)